# Aéroport de Moorea
L'aéroport de Moorea (code IATA : MOZ • code OACI : NTTM) ou aérodrome de Temae dessert l'île de Moorea en Polynésie française. Il est situé à l'extrémité nord‑est de l'île de Moorea. Il est classé aérodrome territorial.

## Historique
- 27 mars 1967: Construction de la piste de Moorea‑Temae.

- 6 octobre 1967: Ouverture de l'aérodrome de Temae.

- 1977 : L'aérodrome de Moorea‑Temae est cédé à la SETIL (Société d'Équipement de Tahiti et des Îles).

- 1982 : Construction actuel de l'aérogare et ajout supplémentaire de places de stationnement.

- 1987 : Rallongement de la piste pour accueillir les ATR 42.

- 1990 : Construction d'une nouvelle tour de contrôle.

- 2003 : Travaux et mise aux normes pour accueillir les ATR 72.

## Situation
| Nengo-Nengo Marutea-Sud Nukutepipi Ahe Anaa Apataki Arutua Hiva Oa Bora-Bora Tahiti-Fa'a'ā Faaite Fakarava Fangatau Hao Fakahina Hikueru Huahine Kaukura Katiu Kauehi Makemo Manihi Mataiva Maupiti Moorea Napuka Niau Nuku Hiva Nukutavake Puka-Puka Pukarua Raiatea Raivavae Rangiroa Raroia Reao Rimatara Rurutu Takapoto Takaroa Takume Tatakoto Tikehau Totegegie Tubuai Tureia Ua Huka Ua Pou Vahitahi |

## Compagnies aériennes et destinations
- Air Tahiti

## Statistiques
L'aéroport de Moorea se classe au 6e rang des aérodromes et aéroports de Polynésie française en nombre de passagers, après avoir été au 2e rang pendant de nombreuses années.
Pour des raisons techniques, il est temporairement impossible d'afficher le graphique qui aurait dû être présenté ici.

Voir la requête brute et les sources sur Wikidata.